# BTC-e

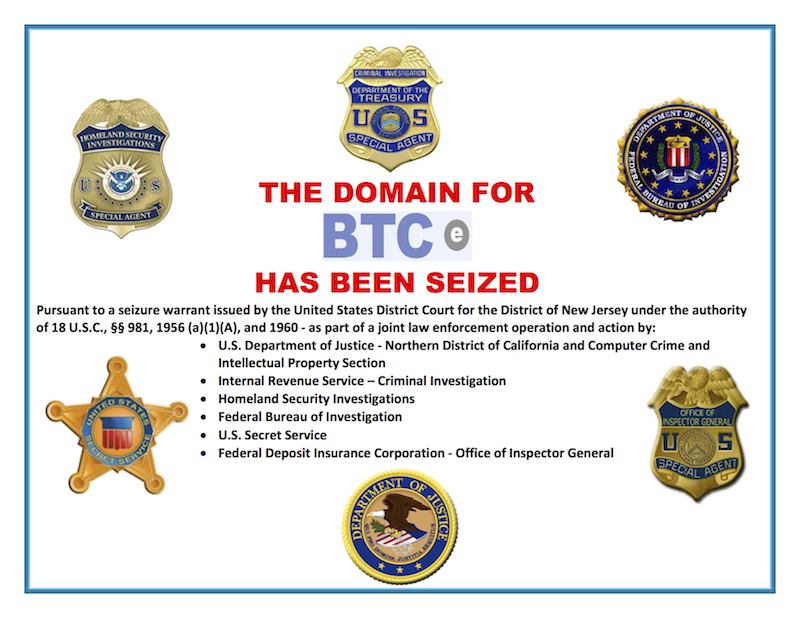
Bannière annonçant la saisie du site par les autorités américaines.

BTC-e était une plate-forme électronique de trading de cryptomonnaie jusqu'à ce que le gouvernement américain saisisse son site Web en 2017,. Elle a été fondée en juillet 2011 par Alexander Vinnik et Aleksandr Bilyuchenko, et en février 2015, il gérait environ 3 % de tout le volume d'échange de Bitcoin,. Jusqu'au 25 juillet 2017, il autorisait les échanges entre le dollar américain, le rouble russe et l'euro, et les crypto-monnaies Bitcoin, Litecoin, Namecoin, Novacoin (oc), Peercoin, Dash et Ethereum.
C'était une composante de l'indice des prix CoinDesk (en) Bitcoin depuis la formation de l'indice en septembre 2013.
BTC-e était exploité par Always Efficient LLP, enregistré à Londres et répertorié comme ayant 2 dirigeants (Sandra Gina Esparon et Evaline Sophie Joubert) et deux personnes exerçant un contrôle important : Alexander Buyanov et Andrii Shvets.
Le ministère américain de la Justice a tenté de fermer BTC-e le 26 juillet 2017 lorsqu'ils ont inculpé Vinnik et BTC-e dans un acte d'accusation de 21 chefs d'accusation pour avoir exploité un système international présumé de blanchiment d'argent et prétendument blanchi des fonds provenant du piratage de Mt. Gox,.

## Histoire
BTC-e a été créé en juillet 2011, gérant quelques paires de pièces, dont Bitcoin/U. S. dollar et I0Coin en Bitcoin. En octobre 2011, ils prenaient en charge de nombreuses paires de devises différentes, notamment Litecoin en dollars, Bitcoin en roubles et RuCoin en roubles.
En 2013 et 2014, BTC-e a connu de multiples pannes liées à des attaques par déni de service distribué. Plus tard, ils ont commencé à utiliser le service de proxy inverse CloudFlare pour aider à atténuer ces attaques, réduisant ainsi les temps d'arrêt de l'échange.
Le site Web de BTC-e a été mis hors ligne le 25 juillet 2017, à la suite de l'arrestation de membres du personnel de BTC-e et de la saisie d'équipements de serveur dans l'un de leurs centres de données. Ces événements ont conduit à la fermeture du service BTC-e,.
Le 28 juillet 2017, les autorités américaines ont saisi le nom de domaine BTC-e.com et 38 % de tous les fonds des clients. Pour rembourser ses clients, BTC-e a créé des jetons WEX, qui ont été utilisés pour représenter les fonds propres saisis par les clients. Les jetons WEX représentaient 1 $ et ont été émis pour tenir compte de la valeur des crypto-monnaies des clients au moment de la saisie. Vinnik a été reconnu coupable et condamné à 5 ans de prison en France pour avoir refusé de témoigner lors de son procès. Il a été acquitté pour son implication dans les accusations de rançongiciel Locky.